# Claudia Gallardo
Claudia Rayen Gallardo Llancamán, född 24 juni 2000 i Santiago de Chile, är en chilensk taekwondoutövare.

## Karriär
I maj 2019 tävlade Gallardo i 62 kg-klassen vid VM i Manchester. Hon besegrade portugisiska Sofia Cruz i den första omgången men blev sedan utslagen av moldaviska Ana Ciuchitu i sextondelsfinalen. I juli 2019 tävlade Gallardo i 67 kg-klassen vid panamerikanska spelen i Lima, där hon blev utslagen i den första omgången av argentinska Alexis Arnoldt.
I juli 2022 tog Gallardo guld i 67 kg-klassen vid bolivarianska spelen i Valledupar efter att ha besegrat dominikanska Madelyn Rodríguez i finalen. I oktober 2022 tog hon brons i 67 kg-klassen vid sydamerikanska spelen i Asunción. Följande månad tävlade Gallardo i 67 kg-klassen vid VM i Guadalajara, där hon blev utslagen i åttondelsfinalen av kroatiska Matea Jelić.
I maj 2023 tävlade Gallardo i 67 kg-klassen vid VM i Baku. Hon besegrade nederländska Amy Mink men blev sedan utslagen av jordanska Julyana Al-Sadeq i åttondelsfinalen. I oktober 2023 tog Gallardo brons i 67 kg-klassen vid panamerikanska spelen i Santiago.
I maj 2024 tog Gallardo silver i 67 kg-klassen vid panamerikanska mästerskapen i Rio de Janeiro efter en finalförlust mot amerikanska Anastasija Zolotic.